# Легонин, Виктор Алексеевич
Виктор Алексеевич Легонин (1831—1899) — судебный медик,  доктор медицины, заслуженный профессор и декан юридического факультета Императорского Московского университета

## Биография
Сын титулярного советника. Учился в 1-й Московской гимназии (6 классов) и Демидовском лицее в Ярославле. В 1849 году поступил на медицинский факультет Московского университета и, окончив курс в 1854 году со степенью лекаря, был отправлен в Крым, где оказывал медицинскую помощь раненым на войне. После Крымской войны вернулся в Москву, где открыл частную практику, работал акушером. 
В 1859 году он защитил диссертацию на степень доктора медицины: «О преждевременных искусственных родах в отношении значения их и показаний». Занимался судебной медициной и сифилидологией. 
С сентября 1862 года был «сторонним преподавателем» судебной медицины в Московском университете; доцент кафедры судебной медицины юридического факультета — с октября 1868 года, экстраординарный профессор — с апреля 1872 года, ординарный профессор  — с ноября 1873 года. С сентября 1887 года — заслуженный профессор Московского университета. Был секретарём совета юридического факультета, членом университетского суда. В 1880 году был избран деканом юридического факультета Московского университета и занимал эту должность до своей скоропостижной смерти. Имел большое влияние в Правлении университета.
Почётный член Московского юридического общества и Московского психологического общества. Тесно общался со многими профессорами-юристами, которые собирались в доме Легонина по воскресеньям.